# Johann Balthasar Lauterbach
Johann Balthasar Lauterbach (* 20. Mai 1663 in Ulm; † 20. April 1694 in Wolfenbüttel) war ein deutscher Mathematiker, Architekt und herzoglich-braunschweigischer Landbaumeister von 1688 bis 1694. Er entwarf das fürstliche Lustschloss Salzdahlum bei Wolfenbüttel.

## Leben
Sein Vater Johann (1640–1719) war Schuhmacher und Zunftmeister in Ulm und in erster Ehe mit Ursula Rößlin (1635–1665) verheiratet. Ein Halbbruder von Johann Balthasar war der Kartograf und Offizier Johann Christoph Lauterbach (1675–1744). In Ulm besuchte Lauterbach das Gymnasium und begann 1681 mit einem Studium der Theologie an der Universität Tübingen, bevor er in den Jahren 1683 bis 1685 an der Universität Jena Mathematik studierte.

### Tätigkeit im Fürstentum Braunschweig-Wolfenbüttel
Herzog Anton Ulrich verpflichtete ihn Ende 1687 an die im selben Jahr gegründete Ritterakademie Wolfenbüttel, wo Lauterbach als Professor Mathematik, Physik und Baukunst lehrte. Er wurde 1689 zum Landbaumeister ernannt, womit gleichzeitig ein fürstliches Bauamt mit dem ihm unterstellten Bauvogt Hermann Korb (ab 1689 nachweisbar) und mehreren Bauschreibern eingerichtet wurde. Im Jahre 1692/93 wurde er zum Festungsingenieur ernannt, als welcher er den Ausbau der Wolfenbütteler Befestigungen leitete.
Lauterbach starb bereits 1694 im Alter von 30 Jahren in Wolfenbüttel. Die Nachfolge als Lehrer an der Ritterakademie übernahm Leonhard Christoph Sturm. Die Dienstaufgaben des Landbaumeisters wurden an Hermann Korb übertragen, der jedoch erst am 6. Februar 1704 offiziell die Bestallung zum Landbaumeister erhielt.

## Werk
Lauterbachs Hauptwerk ist der Entwurf des fürstlichen barocken Lustschlosses Salzdahlum, das in den Jahren 1688 bis 1694 für Herzog Anton Ulrich erbaut wurde. Nach Vernachlässigung und Verfall wurde das in Fachwerkbauweise errichtete Schloss 1813 bis 1815 abgebrochen. Von 1688 bis 1692 baute er das Wolfenbütteler Residenzschloss aus. Für den Bau des Jagdschlosses Langeleben am Elm 1689, des Opernhauses am Hagenmarkt in Braunschweig 1690 und von  Schloss Destedt 1692 bis 1693 erstellte Lauterbach die Entwürfe. Der 1700 geweihte Neubau der Trinitatiskirche in Wolfenbüttel geht ebenfalls auf Lauterbachs Entwurf zurück. Nach der Zerstörung durch einen Brand 1705 wurde ein weiterer, durch seinen Nachfolger Korb ausgeführter, Kirchenbau errichtet. Die Realisierung weiterer Entwürfe durch Korb hat Lauterbach nicht mehr erlebt, so des Herrenhauses von Schloss Brüggen, des Schlosses Hundisburg und der Immanuelkirche in Hehlen.
Für seine Bauten im Stil eines klassizistischen Barock nahm Lauterbach Einflüsse der italienischen, französischen und niederländischen Architektur auf. Einen hohen Stellenwert hat dabei die Verwendung antiker Säulenordnungen, die er in einem unveröffentlicht gebliebenen Traktatentwurf „Architecturae Civilis Practica“ und einem posthum erschienenen „Compendium Architecturae Civilis Harmonicae Antiquae et Novae“ (Amsterdam 1698) darlegte, das 1699 in französischer und 1714 auch in deutscher Übersetzung publiziert wurde.

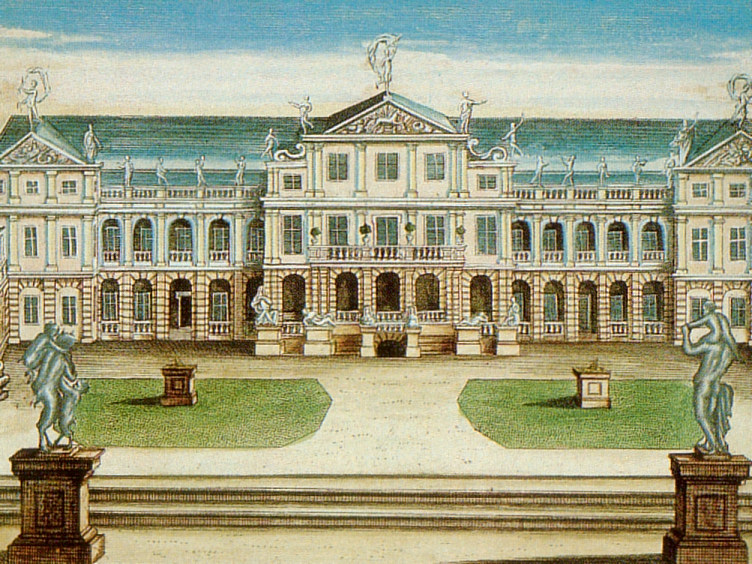
Schloss Salzdahlum
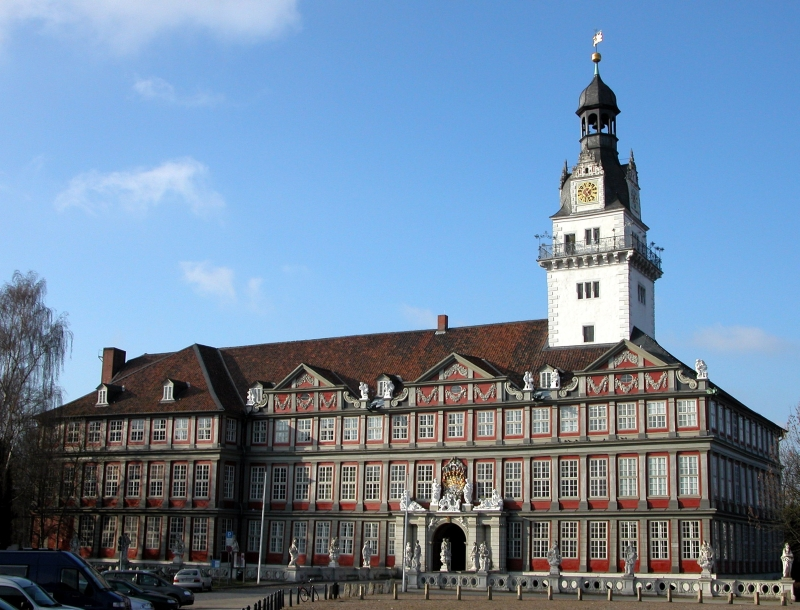
Schloss Wolfenbüttel
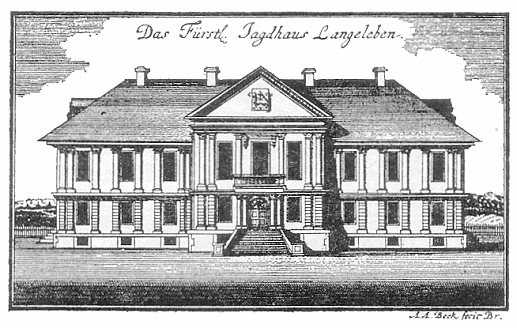
Jagdschloss Langeleben
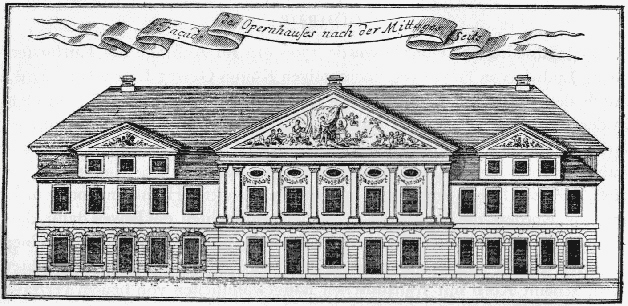
Opernhaus am Hagenmarkt
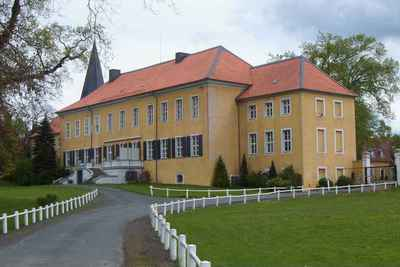
Schloss Destedt
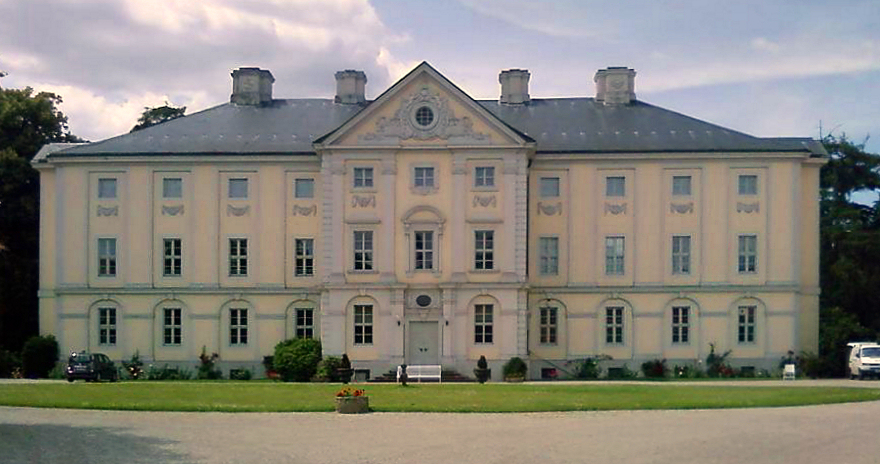
Schloss Brüggen
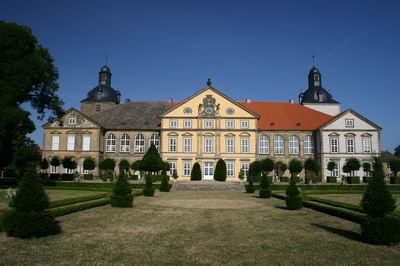
Schloss Hundisburg